# 정릉 교첩 및 교지
정릉 교첩 및 교지(鄭稜 敎牒 및 敎旨)는 대한민국 경상남도 합천군에 있는, 내암 정인홍(1535∼1623) 선생의 손자인 정능(1590∼1619)에게 광해군 5년(1613)에서 광해군 11년(1619) 사이에 조정에서 내린 교첩 및 교지류 총 22점이다. 1997년 1월 30일 경상남도의 유형문화재 제332호로 지정되었다.

## 개요
조선 광해군 때의 문신으로, 임진왜란이 일어나자 합천에서 의병을 모아 왜군을 물리쳤으며, 인조반정 때 역신으로 몰려 죽임을 당하였던 내암 정인홍(1535∼1623) 선생의 손자인 정능(1590∼1619)에게 광해군 5년(1613)에서 광해군 11년(1619) 사이에 조정에서 내린 교첩 및 교지류 총 22점이다.

## 참고 문헌
- 정릉 교첩 및 교지 - 국가유산청 국가유산포털